# Ventosilla y Tejadilla
Ventosilla y Tejadilla ist eine Gemeinde (municipio) in der spanischen Provinz Segovia. Sie liegt im Süden der Autonomen Region Kastilien und León, an der Nordwestabdachung der Sierra de Guadarrama. Sie hat 17 Einwohner (Stand: 2024). Die Gemeinde Ventosilla y Tejadilla besteht aus den Ortschaften Ventosilla, Tejadilla und Las Casas Altas.

## Geographie
Ventosilla y Tejadilla liegt etwa 55 Kilometer nordwestlich vom Stadtzentrum von Segovia in einer Höhe von ca. 1045 m. 
Ventosilla y Tejadilla befindet sich innerhalb der Zone des kontinentalen mediterranen Klimas.

## Bevölkerungsentwicklung
| Jahr      | 1970 | 1981 | 1991 | 2001 | 2011 | 2021 |
| Einwohner | 60   | 40   | 26   | 39   | 32   | 17   |

## Sehenswürdigkeiten
- Marienkirche von Tejadilla

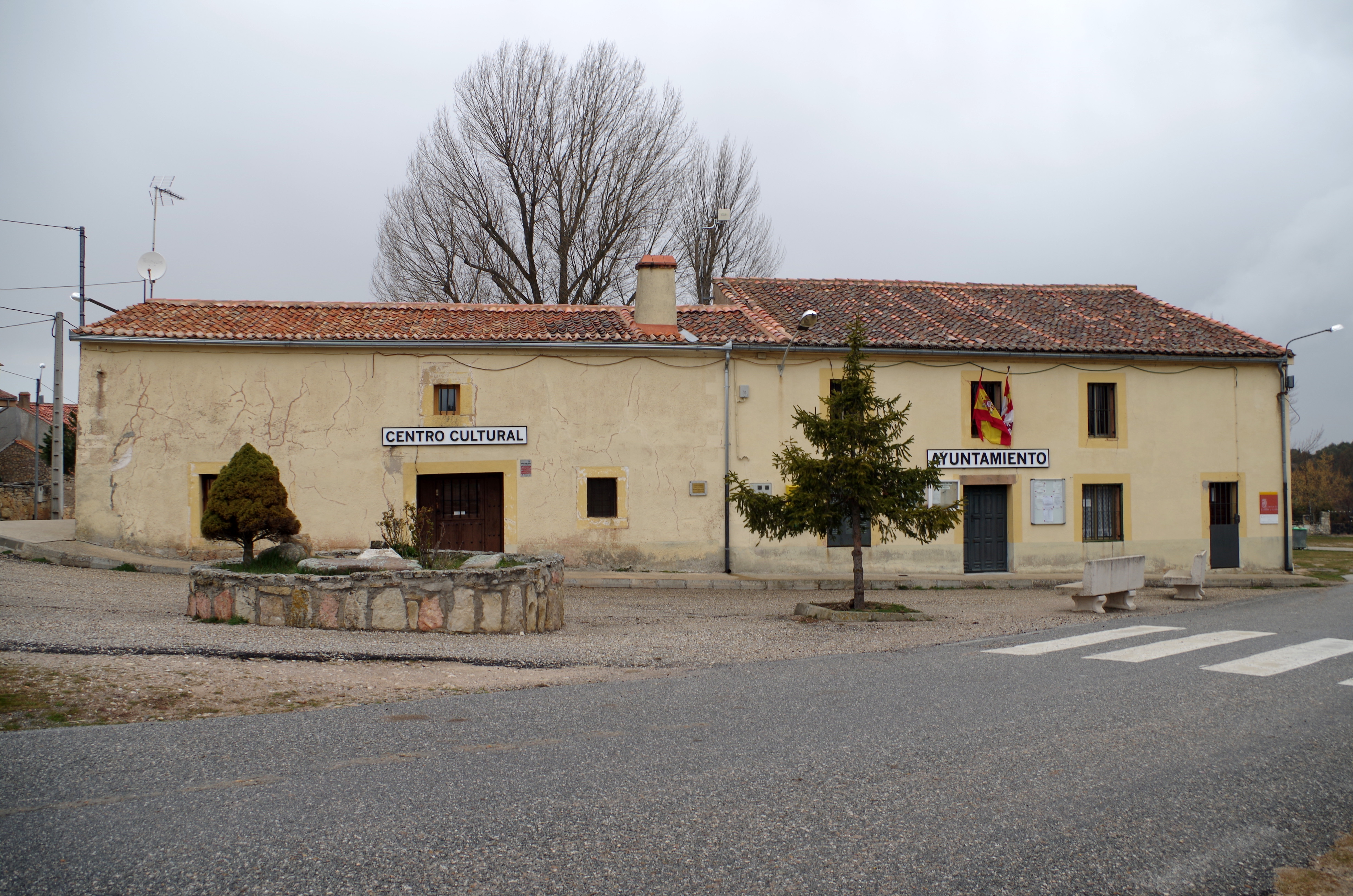
Rathaus